# Upper Lough Erne
Upper Lough Erne is het kleinste en zuidelijke van de twee meren met de naam "Lough Erne". Dit meer is stroomopwaarts gelegen van Lower Lough Erne.
Lough Erne (van het Iers, Loch Éirne, d.i. meer van de Ernai, een der oude stammen) zijn twee meren in Noord-Ierland, aan de Erne in county Fermanagh. De rivier stroomt eerst noordwaarts en buigt dan westwaarts af naar de Atlantische Oceaan. Aan de Erne, tussen beide meren, ligt de stad Enniskillen.
Door de verbinding met de Shannon is het gebied rond Lough Erne een belangrijk toeristisch centrum geworden. Velen komen hier voor vaar- en/of hengelsportvakanties. Upper Lough Erne kent vele met riet bedekte eilandjes en vormt met de vele kleine riviertjes en watertjes een indrukwekkend "doolhof".